# Casa y Papelería Muñoz
La casa y palería Muñoz es un edificio histórico situado en el municipio español de Huelva, en la provincia homónima. Se encuentra ubicado en el n.º 13 de la calle Palacio, en pleno centro. 

## Características
El edificio se levantó según un proyecto del arquitecto Francisco Hernández-Rubio fechado en 1909. Se trata de un edificio modernista de tres alturas, dedicándose la planta baja a local comercial mientras que las otras dos plantas fungen como viviendas. Del conjunto destaca especialmente su fachada, de esbelta y asimétrica composición que se ve realzada por su altura. También sobresale el arco túmido que corona la entrada, cuyas líneas curvas son un reflejo del lenguaje modernista.
Entre 2019 y 2020 el edificio fue sometido a una restauración, recuperándose algunos elementos originales de su construcción.